# Ghiacciaio Highton
Il ghiacciaio Highton è un ghiacciaio lungo circa 2,4 km e largo circa 1,1, situato sull'isola Clarence, nelle isole Shetland Meridionali, un arcipelago antartico situato poco a nord della Penisola Antartica. Il ghiacciaio si trova in particolare sulla costa orientale dell'isola, a nord del ghiacciaio Dobrodan, dove fluisce verso nord-est a partire dal versante nord-orientale del monte Irving, fino a entrare in mare.

## Storia
Il ghiacciaio Highton è stato così battezzato nel 1980 dal comitato britannico per i toponimi antartici in onore del comandante della marina britannica John E. Highton, vice comandante della Joint Services Expedition to Elephant Island, svoltasi nel 1976-77, nonché comandante del reparto che esplorò l'isola Clarence.